# Catochrysops panormus
Catochrysops panormus är en fjärilsart som beskrevs av Felder 1860. Catochrysops panormus ingår i släktet Catochrysops och familjen juvelvingar. Inga underarter finns listade i Catalogue of Life.

## Bildgalleri

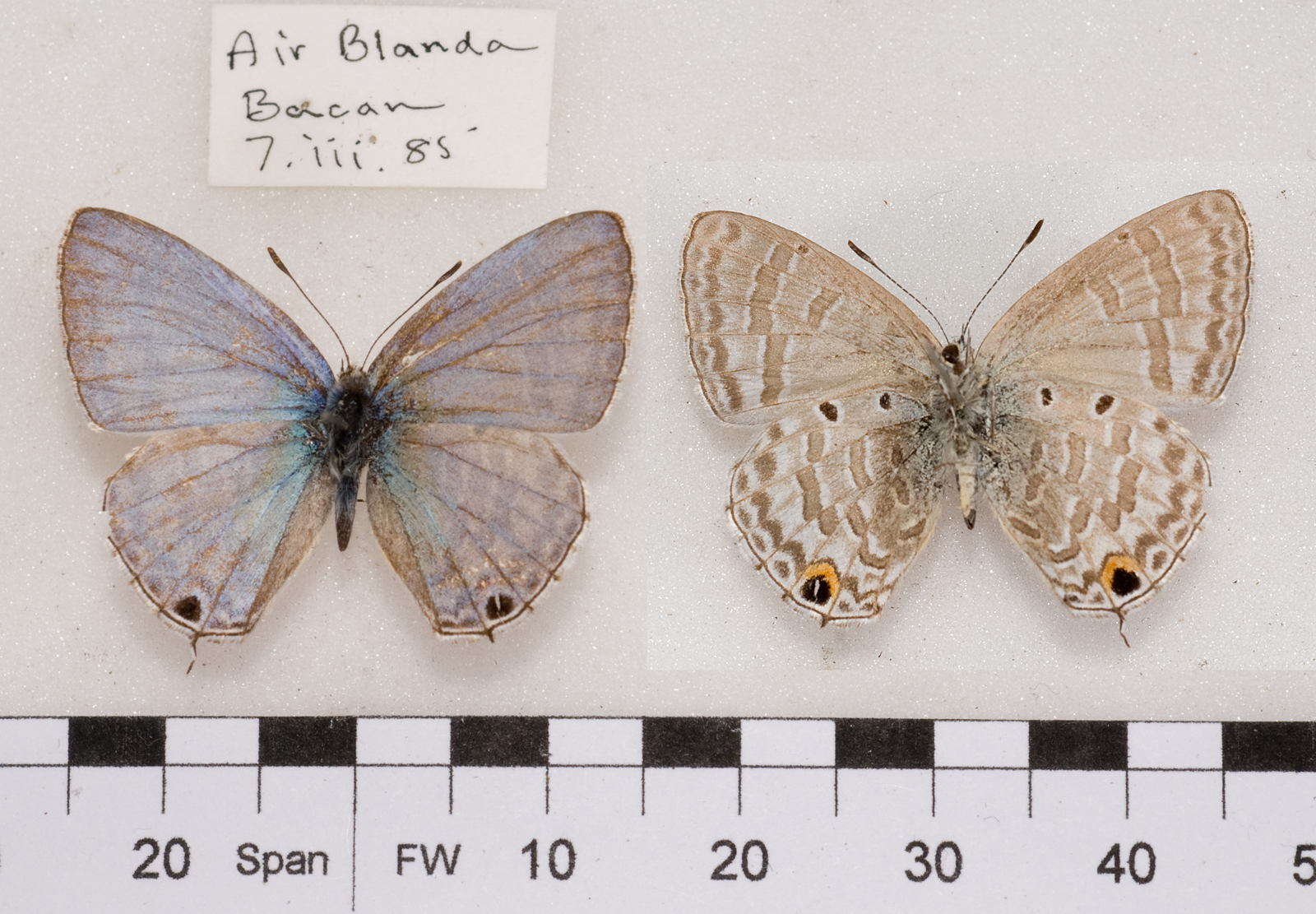
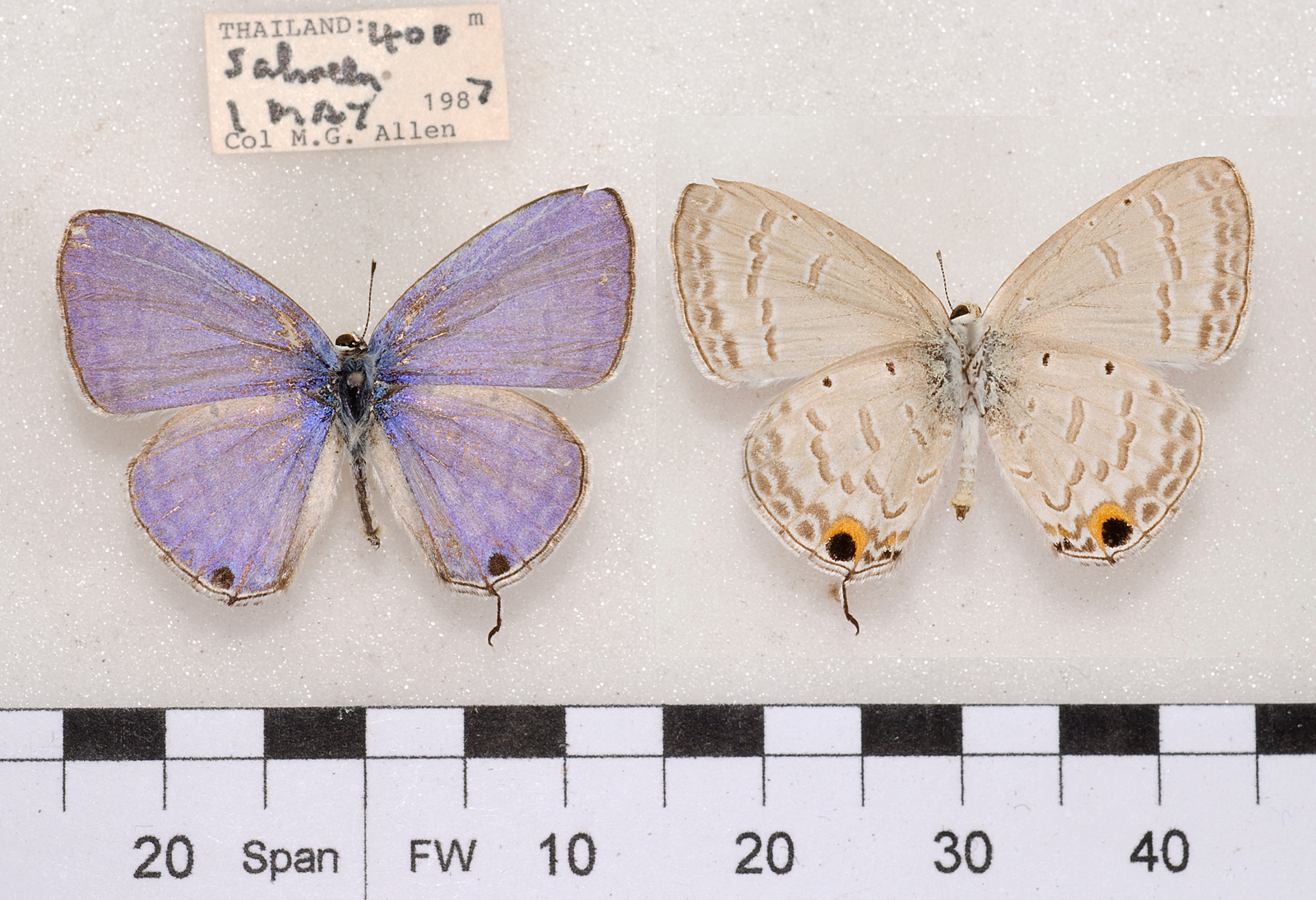
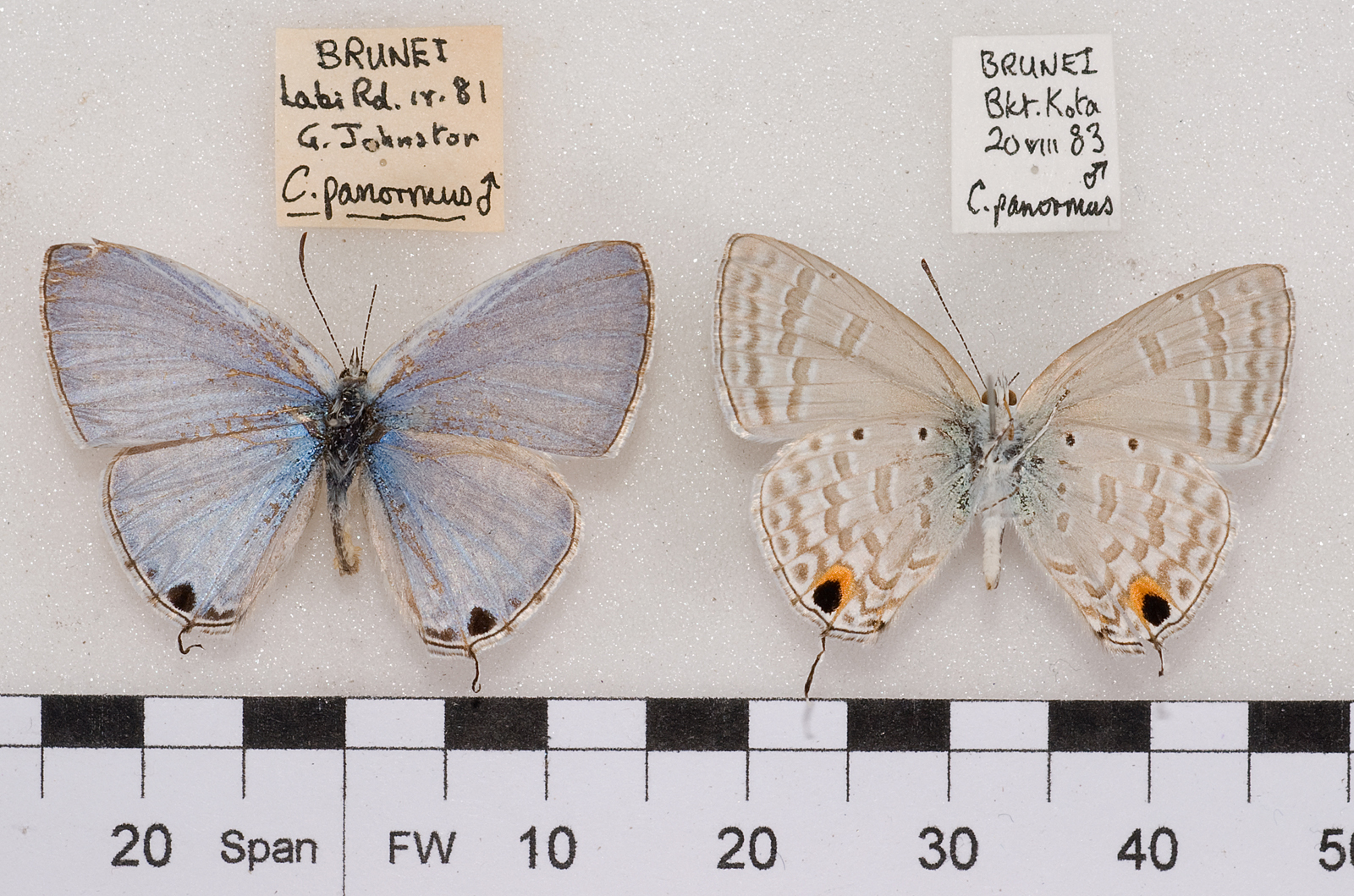
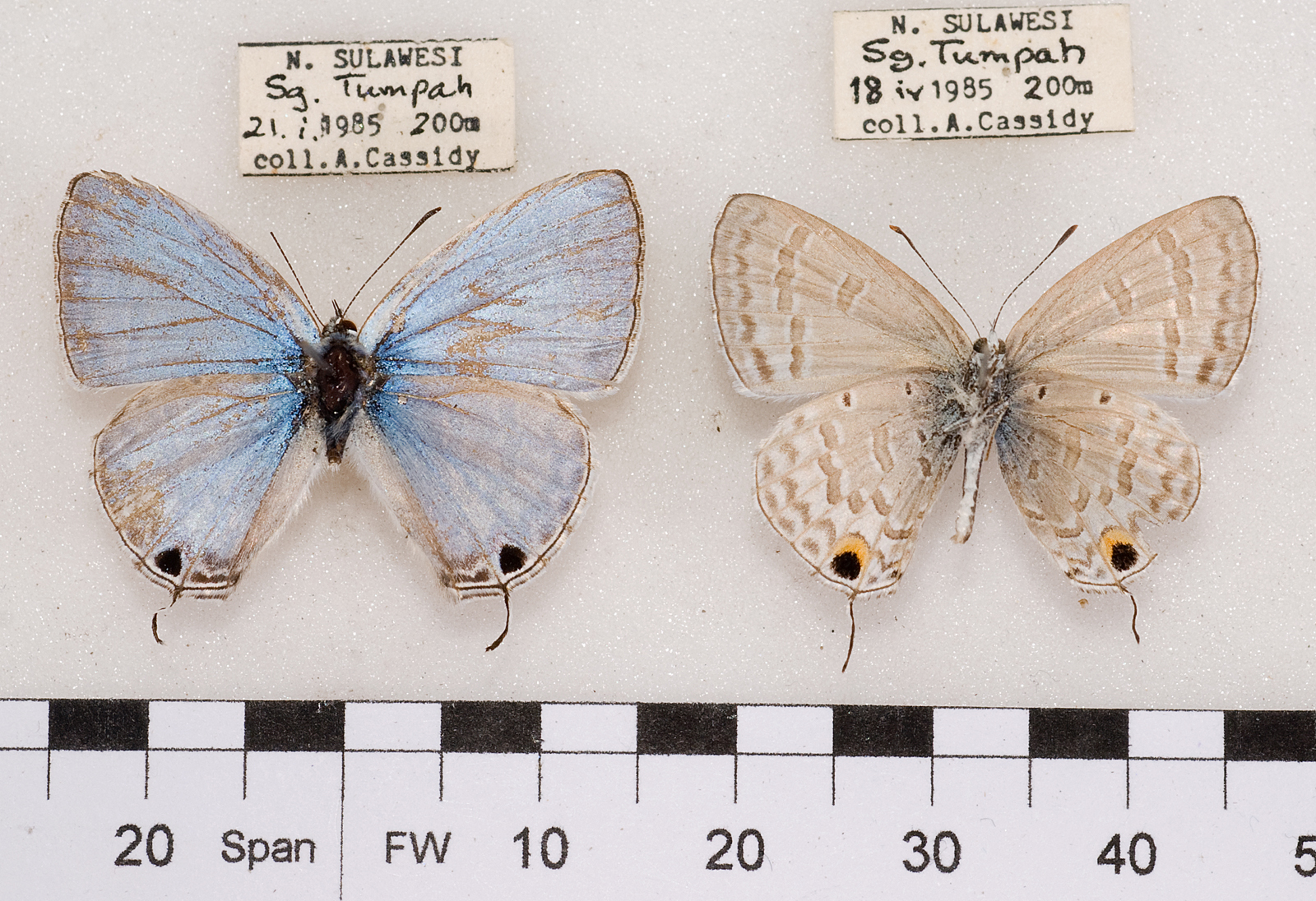
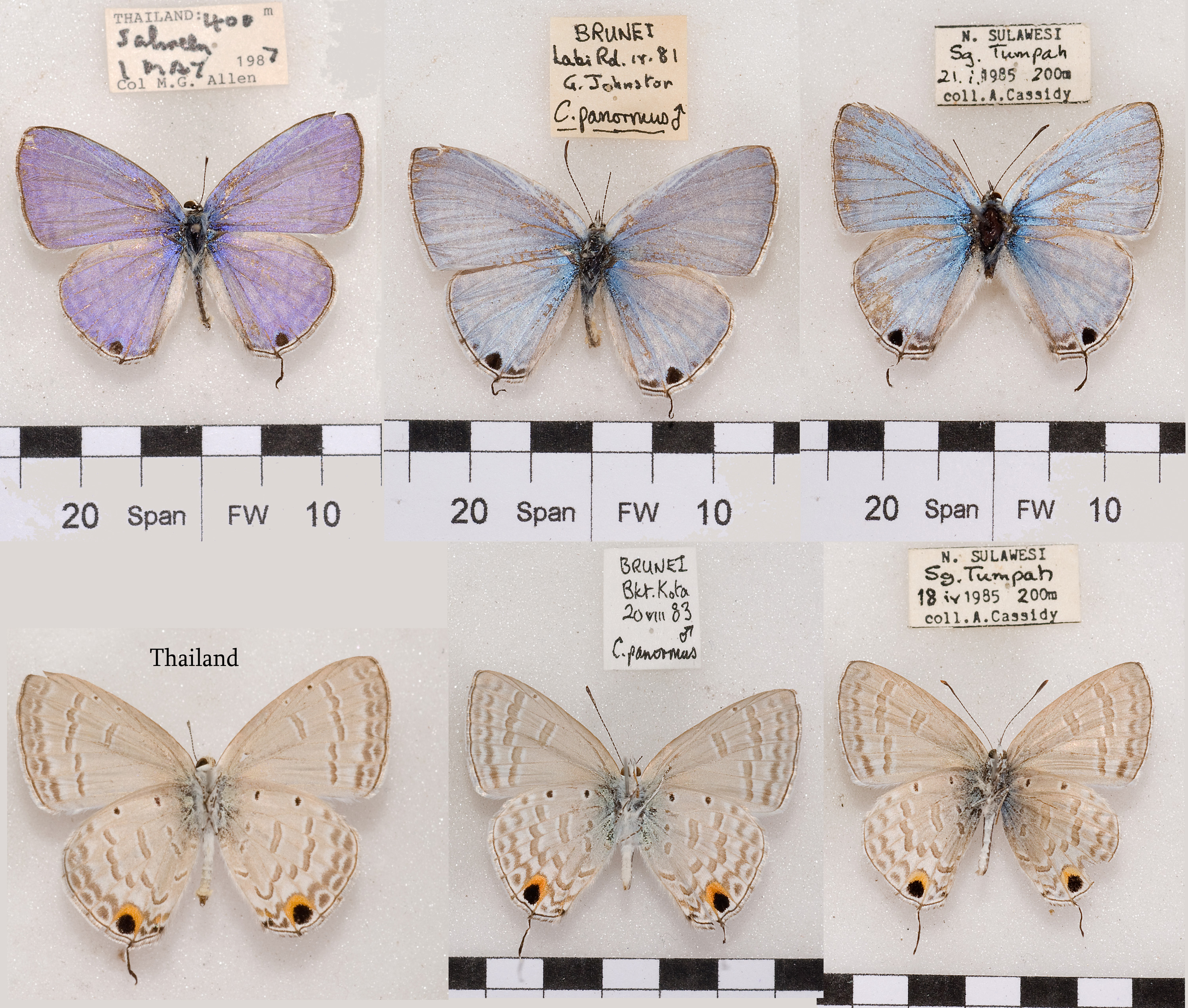
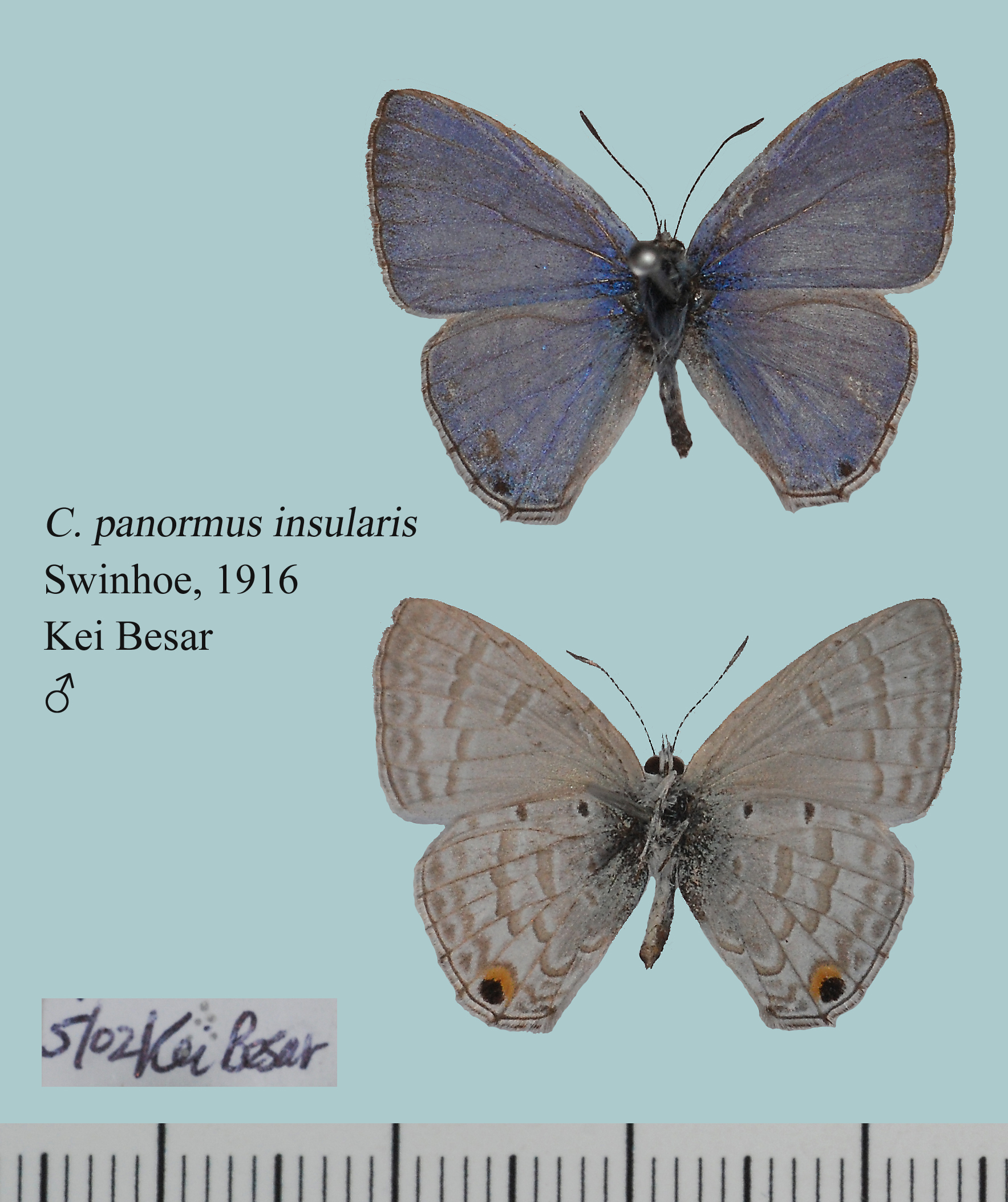